# Нојлехе
Нојлехе (њем. Neulehe) општина је у њемачкој савезној држави Доња Саксонија. Једно је од 60 општинских средишта округа Емсланд. Према процјени из 2010. у општини је живјело 709 становника. Посједује регионалну шифру (AGS) 3454038.

## Географски и демографски подаци
Нојлехе се налази у савезној држави Доња Саксонија у округу Емсланд. Општина се налази на надморској висини од 8 метара. Површина општине износи 13,6 km². У самом мјесту је, према процјени из 2010. године, живјело 709 становника. Просјечна густина становништва износи 52 становника/km².